# Abi-Eshuh
Para el municipio de la provincia de Huesca, véase Abi (Seira)
Abī-Ešuḫ (también Abi-Eshuh) (1712-1684) (cronología media), fue un rey de Babilonia de la Dinastía I del período paleobabilónico. Sucedió en 1712 a. C. a Šamšu-iluna y, al igual que él, tuvo que enfrentarse contra los nómadas casitas, esta vez en 1708 a. C. Estuvo en guerra con el País del Mar. Fue sucedido por Ammi-ditana